# Hudbaad
Hudbaada (Hudbaad, Hudbard) (oko 584. – oko 600.) je postavio kagan Bajan II. od Avara kao marionetskog kana Onogundurima – federaciji Kutrigura i Utigura.
Hudbaad je umro ili od posljedice kuge 599. godine, ili od posljedica bizantskog napada blizu Tise AD, gdje su Avari i njihovi saveznici izgubili veliku bitku 601. godine.
Poslije njegove smrti, Organa je postala namjestnica Onogundurima sve dok Kubrat nije bio dovoljno zreo za ih voditi.
| Prethodnik:                             | Popis bugarskih vladara | Nasljednik: |
| Gostun od Kutrigura i Sandil od Utigura | Popis bugarskih vladara | Organa      |